# يرمول متوسط
يرمول متوسط (الاسم العلمي:Ammospermophilus interpres) (بالإنجليزية: Texas Antelope Squirrel)‏ هو نوع من الحيوانات يتبع جنس اليرمول من فصيلة سنجابية.